# دار المرجوم (إب)

تعديل مصدري - تعديل

دار المرجوم محلة تابعة لقرية منزل الركة، التابعة لعزلة بني مدسم بمديرية إب إحدى مديريات محافظة إب في الجمهورية اليمنية.، بلغ تعداد سكانها 58 حسب تعداد اليمن لعام 2004.